# Franco di Friburgo
Il franco (Frank) è stata la moneta del cantone svizzero di Friburgo tra il 1798 ed il 1850. Era suddiviso in 10 Batzen, ognuno di 4 Kreuzer o 10 Rappen.

## Storia
Il Frank era la valuta della Repubblica Elvetica dal 1798, che a Friburgo sostituiva il Gulden. La Repubblica Elvetica cessò di emettere monete nel 1803. Il canton Friburgo ha coniato monete tra il 1806 ed il 1836. Nel 1850, fu introdotto il franco svizzero con un cambio di 1½ CHF per = 1 Frank di Friburgo.

### Concordato
Nel 1825 il cantone partecipò ad accordo monetario ("Concordato") con altri cantoni per uniformare i tipi e soprattutto i valori delle monete. Dell'accordo facevano parte: Argovia, Basilea, Berna, Friburgo, Soletta e Vaud.
L'accordo prevedeva l'emissione di monete con i seguenti nominali: 5, 2½, 1 e ½ Batzen e di 1 Kreuzer (= ¼ Batzen)
|          | 1/4 | 1/2 | 1 | 2½ | 5 |
| -------- | --- | --- | - | -- | - |
| Argovia  | x   | x   | x |    | x |
| Basilea  |     | x   | x |    | x |
| Berna    |     | x   | x | x  | x |
| Friburgo | x   | x   | x |    | x |
| Soletta  | x   | x   | x | x  | x |
| Vaud     |     | x   | x |    | x |

Al rovescio delle monete c'era una croce con "C" al centro e la scritta "die concordier(enden) Cantone der Schweiz" (I cantoni concordanti della Svizzera). Per Vaud la scritta era in Francese: "Les cantons concordants de la Suisse".
Al diritto ogni cantone poneva il proprio stemma.
Obbiettivo del "Concordato" era eliminare l'eccesso delle proprie monete frazionali e vietare le monete di minor valore provenienti dal resto della Svizzera.
La maggior parte delle monete fu coniata nel 1826. Le ultime furono coniate a Vaud nel 1834.
Le monete concordanti di Friburgo furono quelle da 5 Batzen (coniate nel 1827, 1828, 1829 e 1830), da 1 Batzen (1827, 1828, 1829, 1830), da ½ Batzen (1827, 1828, 1830, 1831) e da ¼ Batzen (Kreutzer) (1827, 1846).

## Monete
Sono state emesse monete di biglione con i valori da 2½ e 5 Rappen; ½ e 1 Batzen. Sono state coniate monete d'argento con i valori di 5, e 10 Batzen e di 4 Frank (o Neutaler). La moneta da 2½ Rappen era anche chiamata 1 Kreuzer.